# Test Drive Off-Road Wide Open
Test Drive Off-Road Wide Open (conocido simplemente como Off-Road: Wide Open en Europa) es un videojuego de carreras desarrollado por Angel Studios y publicado por Infogrames para PlayStation 2 y Xbox. Es el primer juego de la serie Test Drive desarrollado para la sexta generación de sistemas de juego y la cuarta y última entrega de la serie Off-Road. Los camiones de General Motors regresan por completo como vehículos jugables después de estar ausentes en Test Drive Off-Road 3.

## Jugabilidad
Test Drive Off-Road Wide Open, al igual que las entregas anteriores, se centra en las carreras todoterreno y utiliza gráficos tridimensionales.
El jugador puede elegir entre vehículos todoterreno de fabricantes como Hummer, Jeep, Ford y otros. Cada vehículo tiene varias variantes que difieren entre sí en apariencia y características (capacidad de escalada, velocidad máxima, aceleración y manejo): Estándar, Modificado, Pro e Ilimitado (los dos últimos se desbloquean durante el juego). Cada coche puede ser repintado. Hay una opción para cambiar el peso, que permite ajustar la posición del automóvil mientras está en el aire. La versión de PlayStation 2 incluye un modo multijugador con pantalla dividida para dos jugadores y la versión de Xbox para hasta cuatro jugadores. Además, la versión de Xbox incluye más vehículos todoterreno.
El juego cuenta con cuatro modos. En "Single Race", el jugador elige un nivel de dificultad (fácil, medio o difícil), una pista y un vehículo todoterreno, y debe colocarse primero entre los ocho oponentes para ganar. "Career Race" es un modo para un jugador que incluye torneos, en los que el jugador gana el dinero necesario para comprar nuevos vehículos. En "Free Ride", el jugador puede explorar uno de los tres lugares; Moab, Utah, Yosemite Park y Hawái. "Stadium Race" es un modo disponible solo en la versión de Xbox, en el que la competencia se lleva a cabo en pistas cerradas especiales.

## Desarrollo y lanzamiento
Test Drive Off-Road Wide Open se anunció el 19 de octubre de 2000. Angel Studios, conocido por otro juego de carreras todoterreno, Smuggler's Run, fue responsable del desarrollo. El nuevo juego fue el primero de la serie Test Drive que se lanzó en PlayStation 2 y Xbox y fue la última entrega de la subserie Off-Road. El juego se mostró en el E3 de 2001. Durante la creación, se mejoraron mucho los gráficos, los controles y los modos de juego. Test Drive: Off-Road: Wide Open se basó en Angel Game Engine (AGE) utilizado en juegos anteriores de Angel Studios. La banda sonora incluye canciones de Metallica, Fear Factory y otros.
Fue lanzado el 24 de agosto de 2001 en PlayStation 2 y el 15 de noviembre en Xbox en Norteamérica. En Europa, el juego se lanzó con el título abreviado Off-Road: Wide Open el 30 de noviembre de 2001 en PlayStation 2 y el 24 de mayo de 2002 en Xbox.

## Recepción
Test Drive Off-Road Wide Open recibió "críticas mixtas o promedio" en ambas plataformas según el sitio web de agregación de reseñas Metacritic.
Kristian Brogger de Game Informer inicialmente dio una mala crítica a la versión de PlayStation 2 en la edición de septiembre de 2001, afirmando que los gráficos eran malos y los sonidos eran muy malos debido a errores en el juego. Sin embargo, elevó la calificación a una revisión promedio en la edición de noviembre de 2001, diciendo que el juego era "sin duda mucho mejor sin el infame error, pero el juego en sí todavía parece sufrir un ataque de síndrome de jugabilidad mediocre".
Jim Preston de la edición de noviembre de 2001 de NextGen' llamó a la misma versión de consola "Una entrada demasiado familiar en la Test Drive, pero hay diversión". Sin embargo, en su edición final, la revista calificó la versión de Xbox como "un juego plano y sin inspiración, y ciertamente no se puede comparar con la gran colección de títulos estelares de lanzamiento de Xbox".